# 恩西赛姆
恩西赛姆（法語：Ensisheim，法語發音：[ɛnsisaim] ⓘ），法国东北部城市，大东部大区上莱茵省的一个市镇，隶属于坦恩-盖布维莱尔区，其市镇面积为36.59平方公里，2022年1月1日时人口数量为7,362人，在法国城市中排名第1,408位。
恩西赛姆位于上莱茵省中东部，伊爾河和蒂尔河交汇处，是一个区域性的中心城市，多条公路在此交汇。

## 地名来源
“恩西赛姆”一名最初于公元765年以“Enghisehaim”的形式被记载，该名称可能出自人名“Enghise”，亦可能出自拉丁语单词“Ensis”，意为“刺刀”。
此外，因翻译标准不同，“Ensisheim”在中文谷歌地图及多个汉语资料中被译为昂西塞姆。

## 历史

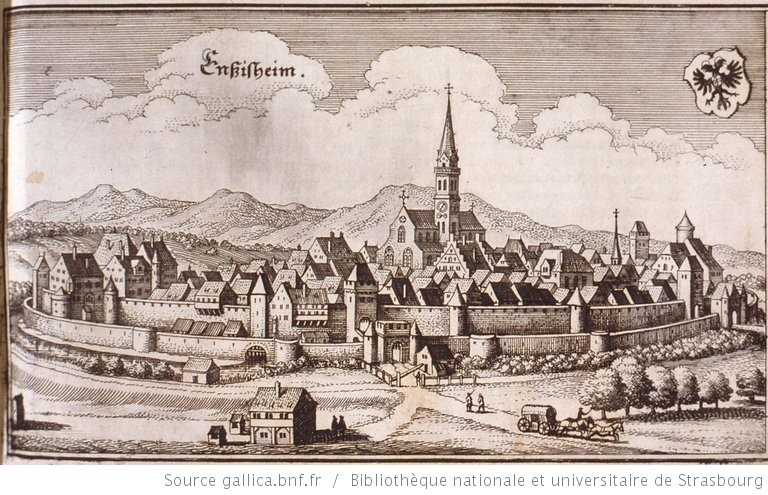
1644年的恩西赛姆

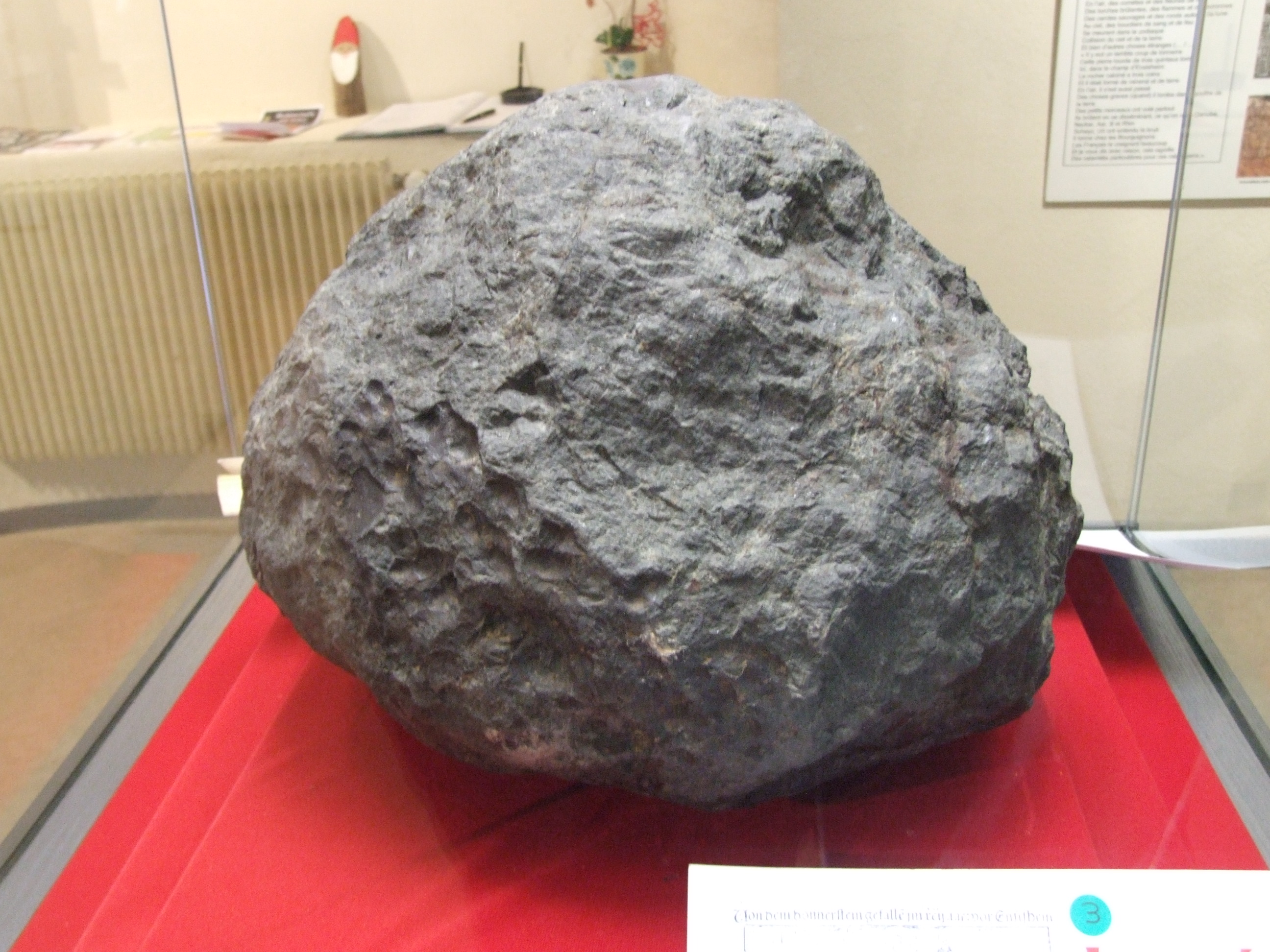
恩西赛姆陨石

根据当地官方网站的论述，恩西赛姆境内曾发现一处新石器时期的房屋遗址，经鉴定其年代约为公元前7000年。恩西赛姆的首个确切记载出现于公元8世纪，彼时当地为曼斯泰修道院的一处领地。公元10至11世纪间，恩西赛姆被上阿尔萨斯领主继承，后者在12世纪时与哈布斯堡王朝联姻。1273年，哈布斯堡伯爵鲁道夫一世获得奥地利国王王位，为了加强对上阿尔萨斯地区的管理，他将恩西赛姆设立为一个区域行政中心。恩西赛姆的管辖区域亦包括了莱茵河东岸的部分领地，因此恩西赛姆又常被认作是前奥地利的实际首府。1492年11月7日，恩西赛姆境内下了一场陨石雨，其中最大的陨石达135千克。1526年，斐迪南一世在恩西赛姆创建了摄政宫。三十年战争期间，恩西赛姆遭到严重破坏。1648年，根据《威斯特伐利亚和约》，恩西赛姆及其所属的上阿尔萨斯地区被法兰西王国继承。法国大革命后，恩西赛姆成为上莱茵省的一个市镇。1871年，根据《法兰克福条约》，恩西赛姆及其所处的阿尔萨斯-洛林地区被普鲁士占领。二十世纪初，恩西赛姆境内发现钾盐资源并得到开采。一战结束后，恩西赛姆及阿尔萨斯-洛林地区根据《凡尔赛和约》重归法国。20世纪30年代，恩西赛姆钾盐矿开采活动达到鼎盛时期，当地人口数量快速增加。第二次世界大战期间，恩西赛姆被纳粹德军占领，其间当地曾出现了多个抵抗运动组织。战后，恩西赛姆获得了法国政府颁发的战争勋章。恩西赛姆境内最后一处钾盐矿于2004年关闭。
在地方文化研究方面，恩西赛姆民间地方史爱好者于1958年成立了恩西赛姆历史学会（Société d’histoire d’Ensisheim），并在当地创建了一处历史博物馆。

## 地理

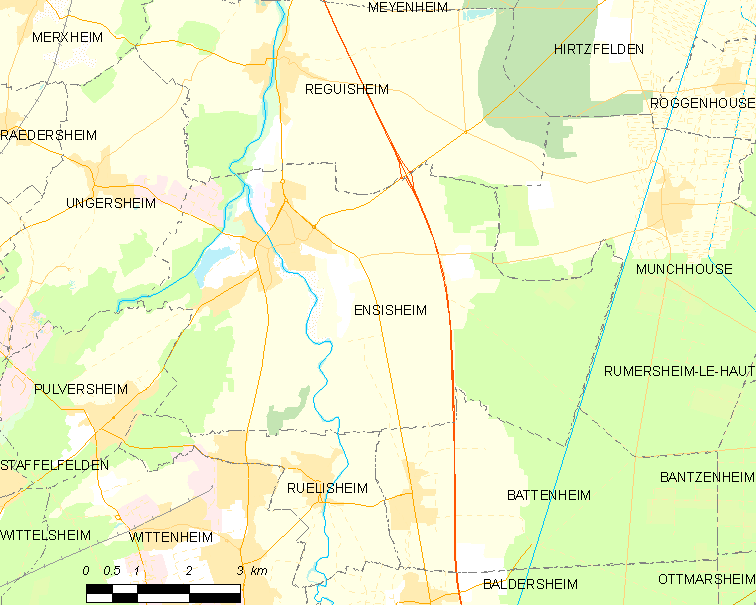
恩西赛姆市镇范围地图

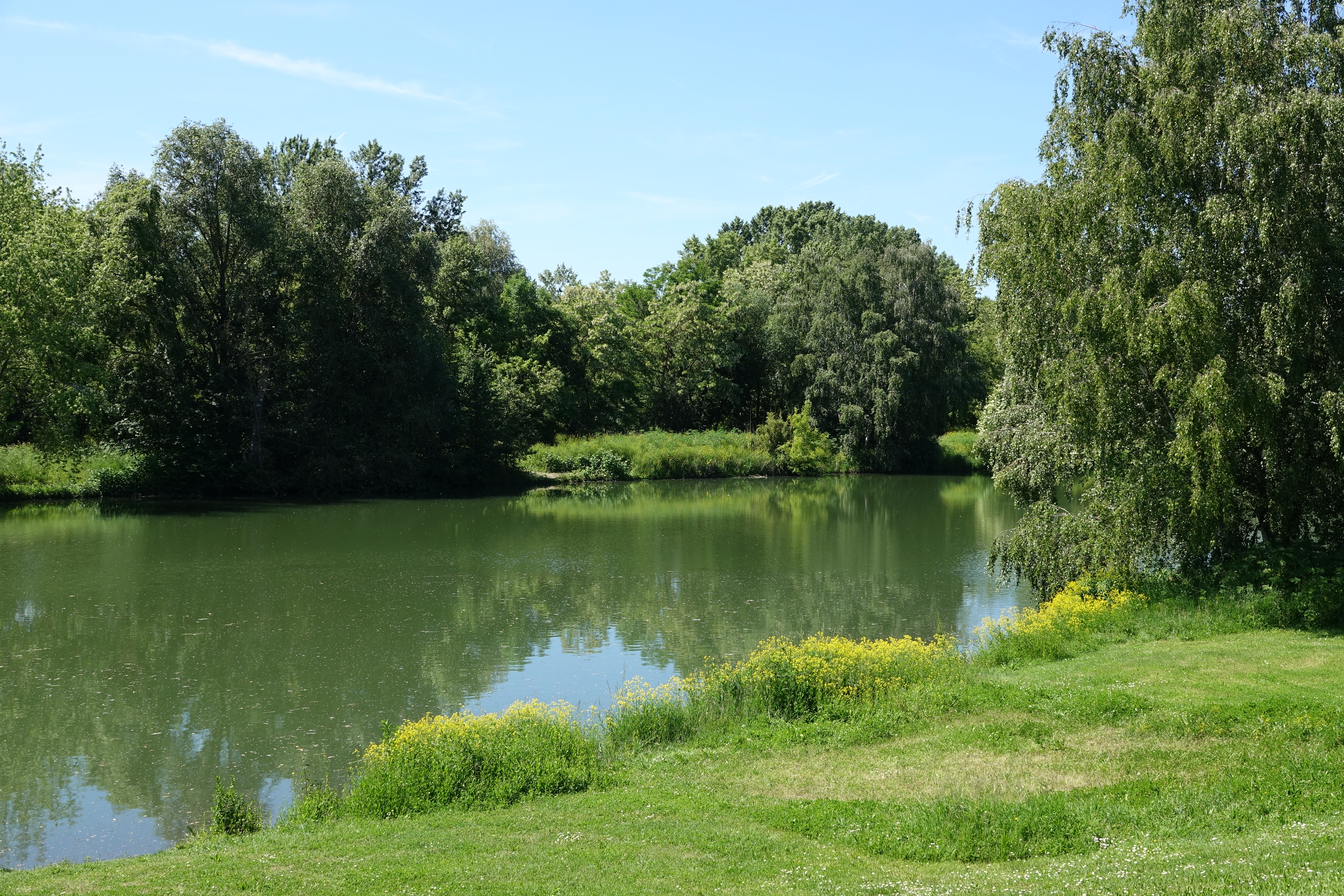
埃布朗公园

恩西赛姆位于法国东北部，大东部大区东部偏南和上莱茵省中东部，距离省会科尔马大约27公里。与恩西赛姆接壤的市镇包括：温格赛姆、雷吉赛姆、明舒斯、皮尔沃赛姆、吕利赛姆和巴特奈姆。

### 地形
恩西赛姆位于莱茵河左岸平原腹地，境内以平原为主，市镇中心地势较为平坦，全境海拔在213到231米之间。

### 水文
恩西赛姆位于莱茵河流域范围内，蒂尔河自西南向东北在此注入伊尔河，其交汇处东岸为埃布朗湖（Lac de l'Eiblen），此外市区西部的蒂尔河畔有热尔泰湖（Lac du Gerteis）。人工开凿的沃邦运河（Cananl de Vauban）从市区经过。

### 植被
恩西赛姆属于温带阔叶混交林区，林地广泛分布于河流和水域附近，埃布朗公园（Parc de l'Eiblen）是当地主要的城市绿地。
在鲜花城市的评比中，恩西赛姆被评为4星级（最高级）鲜花城市。

### 气候
恩西赛姆在柯本气候分类法中属于带有明显大陆性特征的温带海洋性气候。
距离恩西赛姆最近的常年气象站为“科尔马-马耶奈姆”气象站，以下为该气象站的数据：
| 科尔马-马耶奈姆 1981年－2019年 | 科尔马-马耶奈姆 1981年－2019年 | 科尔马-马耶奈姆 1981年－2019年 | 科尔马-马耶奈姆 1981年－2019年 | 科尔马-马耶奈姆 1981年－2019年 | 科尔马-马耶奈姆 1981年－2019年 | 科尔马-马耶奈姆 1981年－2019年 | 科尔马-马耶奈姆 1981年－2019年 | 科尔马-马耶奈姆 1981年－2019年 | 科尔马-马耶奈姆 1981年－2019年 | 科尔马-马耶奈姆 1981年－2019年 | 科尔马-马耶奈姆 1981年－2019年 | 科尔马-马耶奈姆 1981年－2019年 | 科尔马-马耶奈姆 1981年－2019年 |
| 月份                           | 1月                            | 2月                            | 3月                            | 4月                            | 5月                            | 6月                            | 7月                            | 8月                            | 9月                            | 10月                           | 11月                           | 12月                           | 全年                           |
| ------------------------------ | ------------------------------ | ------------------------------ | ------------------------------ | ------------------------------ | ------------------------------ | ------------------------------ | ------------------------------ | ------------------------------ | ------------------------------ | ------------------------------ | ------------------------------ | ------------------------------ | ------------------------------ |
| 历史最高温 °C（°F）            | 18.6 (65.5)                    | 22.7 (72.9)                    | 27.3 (81.1)                    | 29.7 (85.5)                    | 34.7 (94.5)                    | 38.6 (101.5)                   | 38.7 (101.7)                   | 40.9 (105.6)                   | 33.7 (92.7)                    | 30.7 (87.3)                    | 24 (75)                        | 20.3 (68.5)                    | 40.9 (105.6)                   |
| 平均高温 °C（°F）              | 4.8 (40.6)                     | 6.8 (44.2)                     | 11.9 (53.4)                    | 16 (61)                        | 20.4 (68.7)                    | 23.7 (74.7)                    | 26.1 (79.0)                    | 25.8 (78.4)                    | 21.4 (70.5)                    | 15.8 (60.4)                    | 9.2 (48.6)                     | 5.5 (41.9)                     | 15.6 (60.1)                    |
| 日均气温 °C（°F）              | 1.7 (35.1)                     | 2.8 (37.0)                     | 6.9 (44.4)                     | 10.4 (50.7)                    | 14.9 (58.8)                    | 18 (64)                        | 20.2 (68.4)                    | 19.7 (67.5)                    | 15.8 (60.4)                    | 11.3 (52.3)                    | 5.7 (42.3)                     | 2.7 (36.9)                     | 10.8 (51.4)                    |
| 平均低温 °C（°F）              | −1.4 (29.5)                    | −1.2 (29.8)                    | 2 (36)                         | 4.8 (40.6)                     | 9.3 (48.7)                     | 12.3 (54.1)                    | 14.2 (57.6)                    | 13.7 (56.7)                    | 10.2 (50.4)                    | 6.8 (44.2)                     | 2.2 (36.0)                     | −0.2 (31.6)                    | 6.1 (43.0)                     |
| 历史最低温 °C（°F）            | −22 (−8)                       | −24.8 (−12.6)                  | −16 (3)                        | −7.3 (18.9)                    | −3.1 (26.4)                    | 2.1 (35.8)                     | 4 (39)                         | 3.2 (37.8)                     | −1 (30)                        | −7.6 (18.3)                    | −13.1 (8.4)                    | −19 (−2)                       | −24.8 (−12.6)                  |
| 平均降水量 mm（）              | 31.7 (1.25)                    | 28.8 (1.13)                    | 37.4 (1.47)                    | 44.7 (1.76)                    | 74.2 (2.92)                    | 64.2 (2.53)                    | 66.8 (2.63)                    | 57 (2.2)                       | 57.8 (2.28)                    | 56.9 (2.24)                    | 40.1 (1.58)                    | 47.7 (1.88)                    | 607.3 (23.91)                  |
| 月均日照時數                   | 71.8                           | 97                             | 144.7                          | 180.2                          | 201.5                          | 225.5                          | 239.2                          | 223.6                          | 170.7                          | 116.9                          | 70.5                           | 57.5                           | 1,799.1                        |
| 来源：infoclimat.fr            |                                |                                |                                |                                |                                |                                |                                |                                |                                |                                |                                |                                |                                |

## 行政区划
恩西赛姆的市镇编号为68082，邮政编号为68190。
在行政管理方面，恩西赛姆隶属于法国大东部大区上莱茵省坦恩-盖布维莱尔区；在地方选举方面，恩西赛姆是恩西赛姆县的中央投票站所在地，其市镇范围全境被划入上莱茵省第四选区；在社会管理方面，恩西赛姆是中上莱茵市镇公共社区的办公驻地。
截至2023年3月，恩西赛姆市镇范围内暂无城市敏感街区及城市政策优先街区。
法国国家统计与经济研究所（简称）在进行数据统计时，将恩西赛姆及相邻的另外一个市镇设为恩西赛姆城市核心区（但未将恩西赛姆划入任何城市区（Aire urbaine）内。自2020年起，恩西赛姆被划入包含132个市镇的米卢斯城市辐射区。此外，还将恩西赛姆市镇整体看作一个“块区”（IRIS），以便于统计人口分布情况。

## 交通

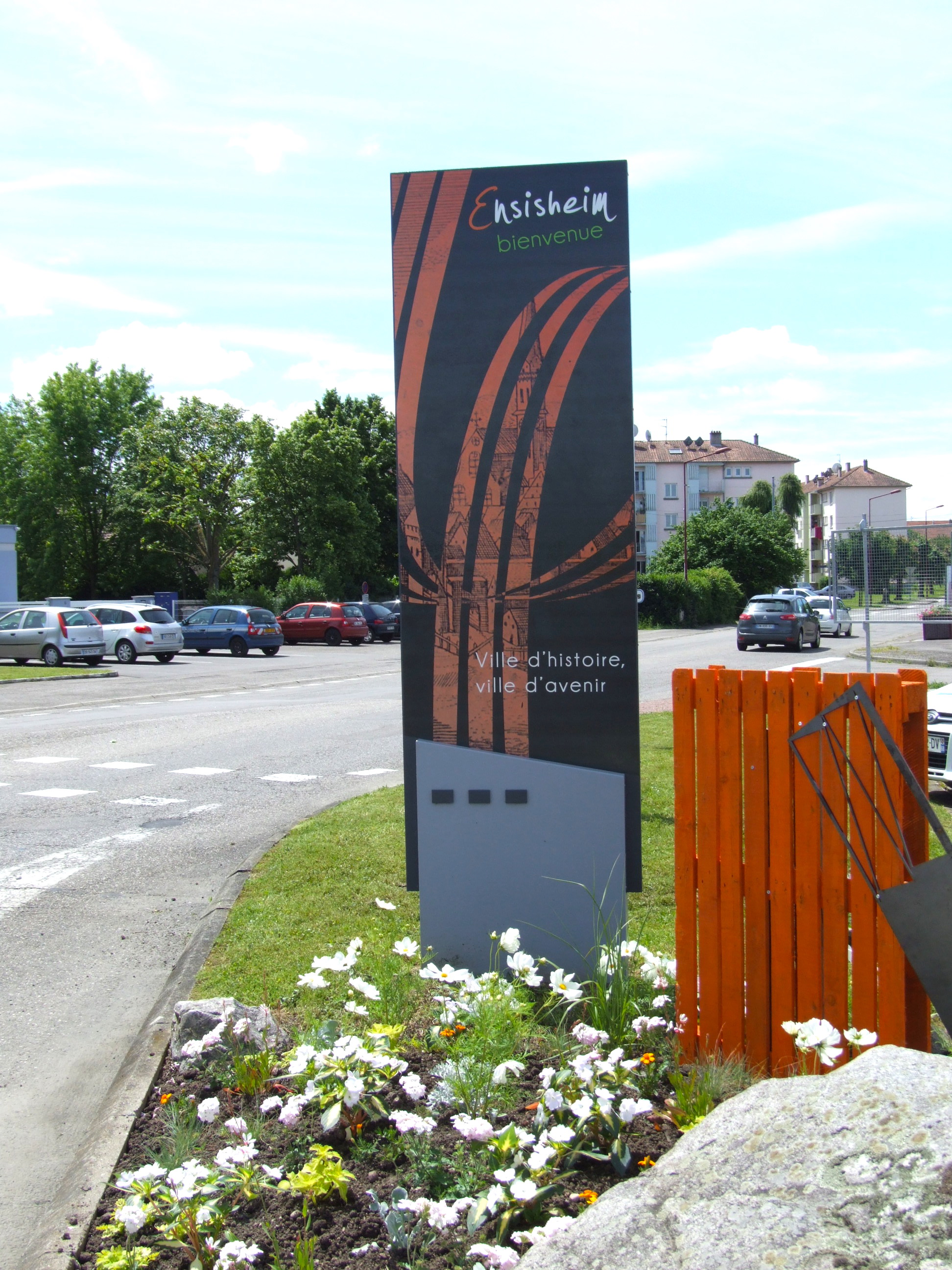
“欢迎来到恩西赛姆”路牌

### 公路
A35高速公路经过恩西赛姆市区东部，通过一处互通式出入口连接市区，此外多条上莱茵省省道在恩西赛姆境内交汇。大东部大区下属的城际客运提供巴士线路，可前往米卢斯和科尔马。
|  | 4 |

| 科尔马 | 27 |

| 米卢斯 | 15 |

| 伊尔扎克 | 11 |

2019年，84%的恩西赛姆家庭拥有至少一辆私人汽车。2019年，恩西赛姆境内共发生各类交通事故12起，造成1人遇难，13人受伤，其中1人重伤。

### 铁路
距离恩西赛姆最近的运营中的客运铁路车站为9公里外的博尔维莱尔站，该站停靠往返于科尔马和米卢斯一线的区域列车。

### 航空
距离恩西赛姆最近的民用航空站为35公里外的巴塞尔-米卢斯-弗赖堡欧洲机场。

### 城市公共交通
截至2023年3月，恩西赛姆暂无城市公共交通系统。

## 政治

### 市政内阁

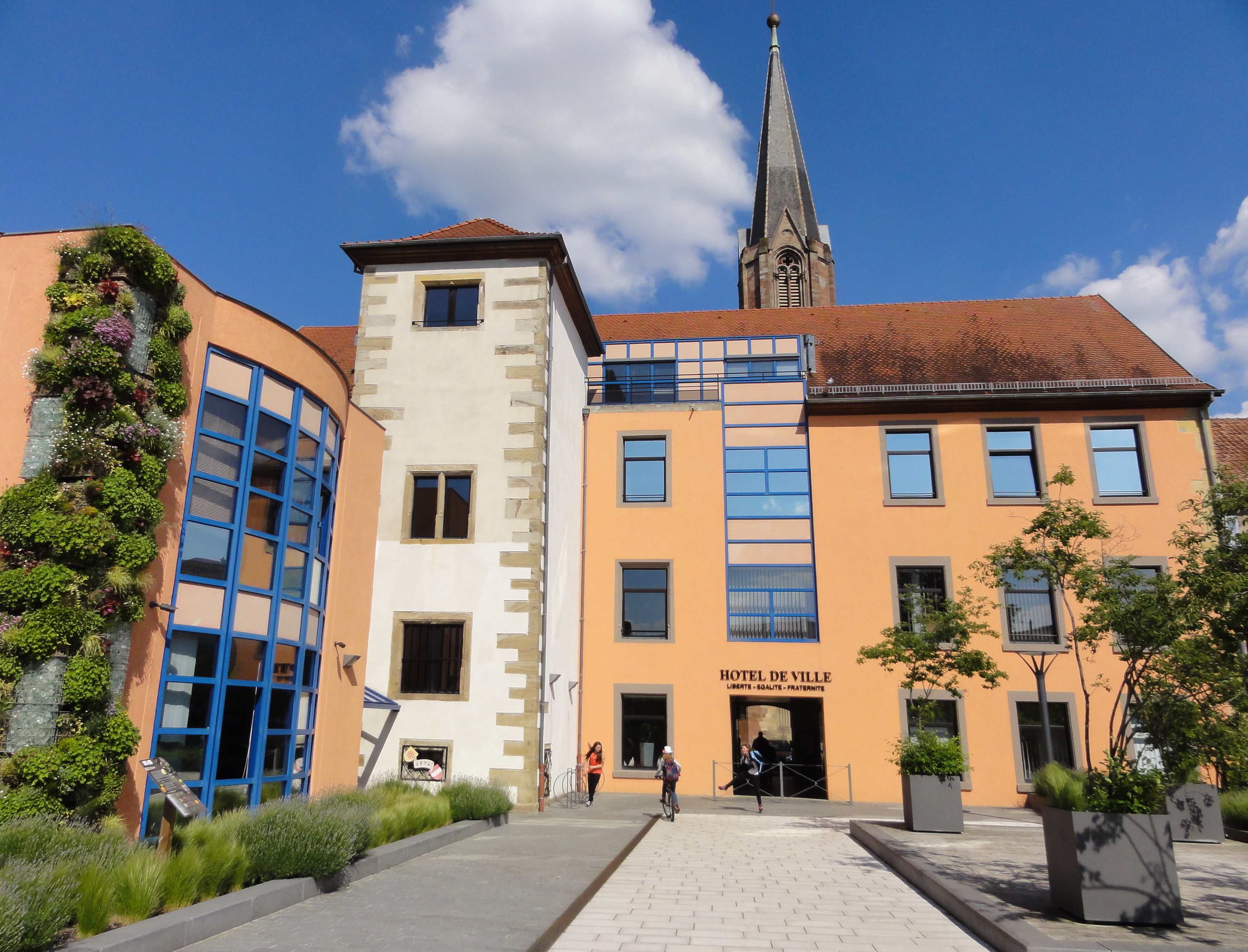
恩西赛姆市政厅

恩西赛姆的现任市长为米歇尔·哈比希先生，他是中间派的一名成员，在2020年的市政选举中获得了91.99%的支持率。
| 恩西赛姆历届市长 | 恩西赛姆历届市长                          | 恩西赛姆历届市长                                          |
| 任期             | 市长                                      | 党派                                                      |
| ---------------- | ----------------------------------------- | --------------------------------------------------------- |
| 1945年－1947年   | Auguste GRAFF 奥古斯特·格拉夫             | 不详                                                      |
| 1947年－1959年   | Albert GROSS 阿尔贝·格罗斯                | 不详                                                      |
| 1959年－1971年   | Fernand SELMERSHEIM 费尔南德·塞尔默斯海姆 | 不详                                                      |
| 1971年－1983年   | Pierre RAPP 皮埃尔·拉普                   | 不详                                                      |
| 1983年－1988年   | Louis EGLOFF 路易·埃格洛夫                | UDF法国民主联盟 →CDS社会民主中心                          |
| 1988年－1989年   | Guy PARIS 居伊·帕里斯                     | 無黨籍                                                    |
| 1989年－1995年   | Vincent BIRR 樊尚·比尔                    | PS社会党                                                  |
| 1995年－         | Michel HABIG 米歇尔·哈比希                | RPR保衛共和聯盟 →UMP人民运动联盟 →LR共和黨 →DVC混杂中间派 |

### 各级选举
| 恩西赛姆历届投票选举结果 | 恩西赛姆历届投票选举结果 | 恩西赛姆历届投票选举结果 | 恩西赛姆历届投票选举结果 | 恩西赛姆历届投票选举结果        | 恩西赛姆历届投票选举结果 | 恩西赛姆历届投票选举结果 | 恩西赛姆历届投票选举结果        | 恩西赛姆历届投票选举结果 | 恩西赛姆历届投票选举结果 |
| 选举项目                 | 选举范围                 | 选区单位                 | 选区单位内的选举结果     | 选区单位内的选举结果            | 选区单位内的选举结果     | 选区单位内的选举结果     | 选区单位内的选举结果            | 选区单位内的选举结果     | 参考资料                 |
| 选举项目                 | 选举范围                 | 选区单位                 | 第一轮胜出者             | 第一轮胜出者                    | 支持率                   | 第二轮胜出者             | 第二轮胜出者                    | 支持率                   | 参考资料                 |
| ------------------------ | ------------------------ | ------------------------ | ------------------------ | ------------------------------- | ------------------------ | ------------------------ | ------------------------------- | ------------------------ | ------------------------ |
| 2017年法國總統選舉       | 法國                     | 市镇                     |                          | 玛丽娜·勒庞                     | 35.02%                   |                          | 玛丽娜·勒庞                     | 52.09%                   | [ 30 ]                   |
| 2017年法国立法选举       | 上莱茵省第四选区         | 市镇                     |                          | 奥雷莉·塔卡尔                   | 33.38%                   |                          | 拉斐尔·舍伦贝格尔               | 50.4%                    | [ 30 ]                   |
| 2019年欧洲议会选举       | 法國                     | 市镇                     |                          | 若尔当·巴尔代拉                 | 35.62%                   | （不适用）               | （不适用）                      | （不适用）               | [ 32 ]                   |
| 2021年法国省级选举       | 上莱茵省                 | 县                       |                          | 卡萝勒·埃尔姆林格 约瑟夫·卡默勒 | 34.48%                   |                          | 卡萝勒·埃尔姆林格 约瑟夫·卡默勒 | 59.15%                   | [ 33 ]                   |
| 2021年法国省级选举       | 上莱茵省                 | 市镇                     |                          | 卡萝勒·埃尔姆林格 约瑟夫·卡默勒 | 50.16%                   |                          | 卡萝勒·埃尔姆林格 约瑟夫·卡默勒 | 68.4%                    | [ 33 ]                   |
| 2021年法国大区选举       | 大東部大區               | 市镇                     |                          | 布丽吉特·克林克特               | 26.89%                   |                          | 让·罗特纳                       | 33.33%                   | [ 34 ]                   |
| 2022年法国总统选举       | 法國                     | 市镇                     |                          | 玛丽娜·勒庞                     | 36.39%                   |                          | 玛丽娜·勒庞                     | 57.2%                    | [ 30 ]                   |
| 2022年法国立法选举       | 上莱茵省第四选区         | 市镇                     |                          | 玛丽昂·威廉                     | 31.21%                   |                          | 拉斐尔·舍伦贝格尔               | 51.11%                   | [ 30 ]                   |

## 人口
2019年，恩西赛姆市镇人口数量为7,512，在法国排名第1,408位。其中男性3,739人，女性3,773人，75岁及以上人口占8.6%，外籍人口数量为225人，人口密度为205人/平方公里，当地居民被称为（男性）或（女性）。2020年，恩西赛姆境内出生70人，死亡人口106人。
| 恩西赛姆1901年－2020年人口变化情况 |
|                                    |
| 数据来源：Cassini、INSEE           |

## 经济

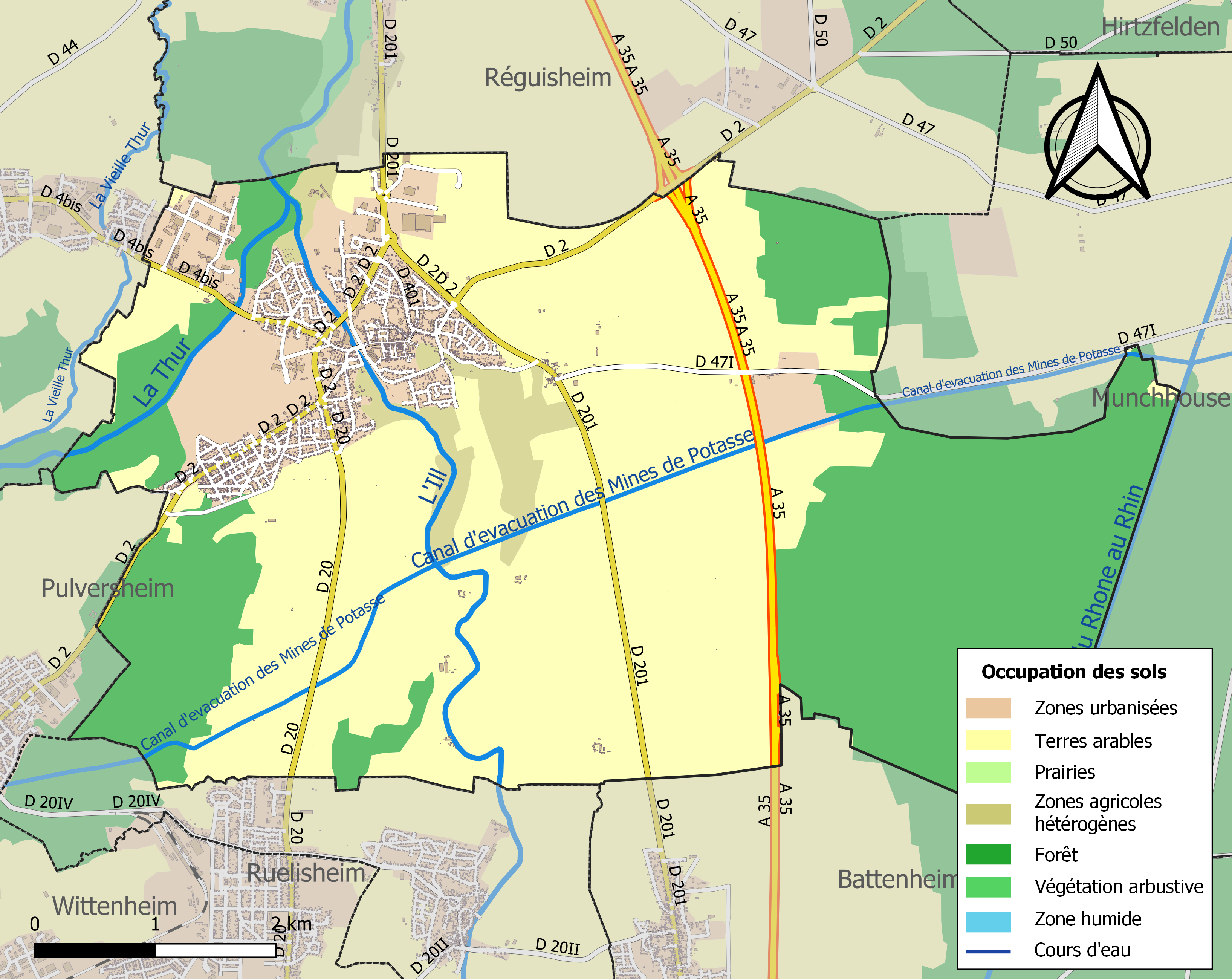
恩西赛姆土地利用情况地图

恩西赛姆是一个区域性的中心城市。截止2023年3月，恩西赛姆市镇范围内共有各类用人单位（包含自雇）830家，平均历史为15年，其中98.47%为中小型企业（PME），2023年1月至3月间，当地的经济活力指数为0.6%。（齿轮机械）、（特种机器生产）及（电气安装）是当地2021年营业额最高的三个企业，分别为43,243,459欧元、32,606,561欧元和24,777,524欧元。

## 财政与居民收入
2021年，恩西赛姆的财政收入总额为8,114,500欧元，财政支出总额为6,803,610欧元，当年的债务总额为3,692,880欧元。 2021年，恩西赛姆市镇通过增值税获得469,080欧元的收入，此外当地还共获得了373,510欧元的国家直接财政补助。
2020年，恩西赛姆的人均月收入总额为2,219欧元，其中高级职员为3,797欧元，低于法国平均水平（4,230欧元）；中级职员为2,429欧元，高于法国平均水平（2,411欧元）；普通职员为1,716欧元，低于法国平均水平（1,740欧元）。
2019年，恩西赛姆境内的贫困率为10%，青壮年（15至64岁）失业率为13.0%；当地54.1%的家庭拥有纳税资格，平均纳税2,874欧元，低于法国平均水平（3,910欧元）。

## 社会事务

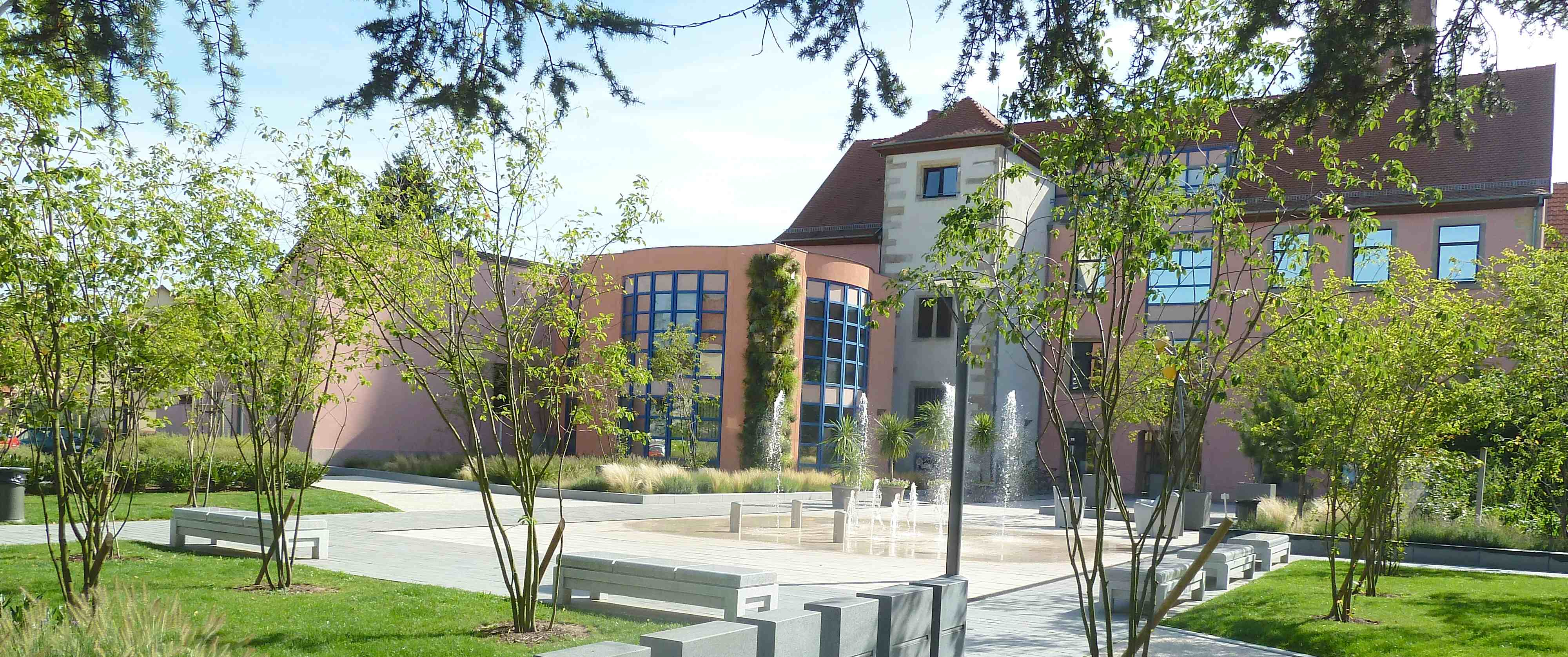
共和国广场

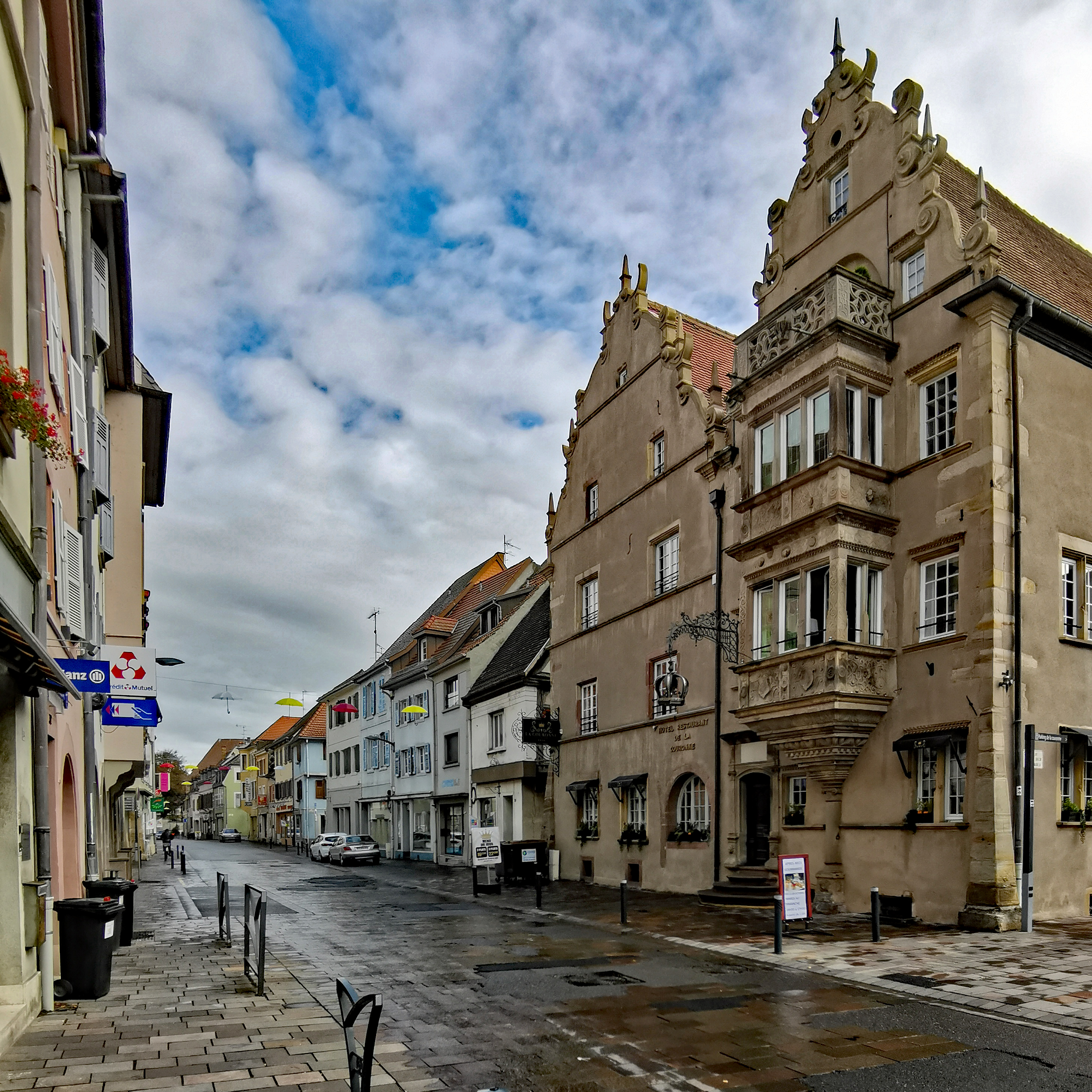
法兰西首军街两侧的建筑

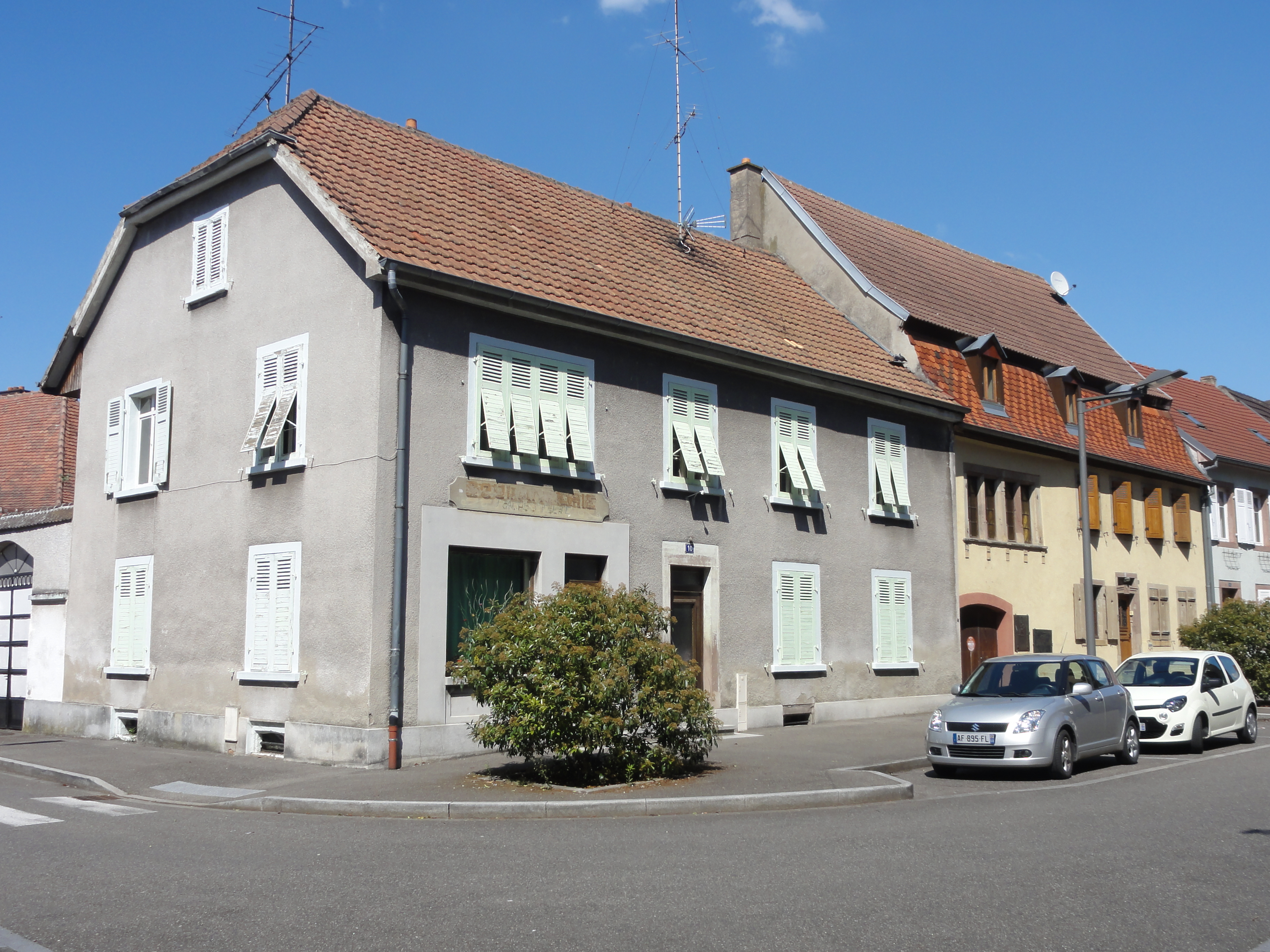
恩西赛姆的一处民居

### 教育
恩西赛姆属于斯特拉斯堡学区。截止2021年1月1日，恩西赛姆境内共有3所幼儿园、2所小学和1所初级中学。2021至2022学年度，恩西赛姆境内共有在校中等教育阶段学生735名。

### 医疗
截止2021年1月1日，恩西赛姆境内共有全科医生3名、保健师9名、牙医3名、护士13名、眼科医生1名和儿科医生1名。境内共有药房2家。
恩西赛姆中心医院，全名为“恩西赛姆-新布里萨克市际中心医院”（Hôpital intercommunal d'Ensisheim et Neuf-Brisach），是法国的一个区域性医疗机构，其主病区位于恩西赛姆市区，设有床位191个，是当地规模最大的公立综合性医院。

### 住房
2019年，恩西赛姆境内共有各类住房3,369套，其中58.9%为独立式居民区，40.8%为集中式居民区。常住房屋占恩西赛姆市镇范围内居民建筑总量的93.0%。
在住房保障政策方面，2021年，恩西赛姆境内共有428户家庭获得了住房经济补助，受益人数占总人口数量的5.7%，其中404份为房租补助。

### 商业
2021年，恩西赛姆境内共有各类实体商铺115家，其中餐厅14家、大型超市2家、面包房3家、肉铺2家、书店1家、装饰品店1家、银行门店4家、美容美发店7家、汽车维修店10家。恩西赛姆市区建有Intermarché和欧尚等大型购物商场。

### 体育
2021年，恩西赛姆境内共有1家游泳池、3间体育馆、6处网球场、1处马术场、2处足球或橄榄球场以及1处篮球或排球场。
截至2023年3月，恩西赛姆足球俱乐部（FC Ensisheim，编号503971）是恩西赛姆境内唯一的一家注册足球俱乐部，该足球队成立于1930年，其主队2022至2023赛季参加阿尔萨斯足球联赛丙组（法国第十一级别），其主场为市政球场（Stade Municipal）。

### 环境
恩西赛姆的环境事务由其所属的中上莱茵市镇公共社区联合各级政府协调负责。2021年，恩西赛姆境内共有3家污染企业。

### 治安
2021年，恩西赛姆市镇范围内有1处宪兵队。
恩西赛姆及其附近的共75个市镇是苏尔茨-盖布维莱尔国家宪兵队（zone gendarmerie de Soultz-Guebwiller）的管辖范围。2020年，该宪兵队累计记录各类案件3,433起，其中盗窃类案件1,330起，经济类案件572起，毒品交易类案件149起。

## 文化
2021年，恩西赛姆境内暂无任何文化设施。恩西赛姆境内建有“自由天地”多媒体中心（Médiathèque Espace Liberté），每周二至六向公众开放。

### 建筑
恩西赛姆境内有多处历史建筑，其中旧摄政宫、皇冠宫等为法国国家文物保护单位。

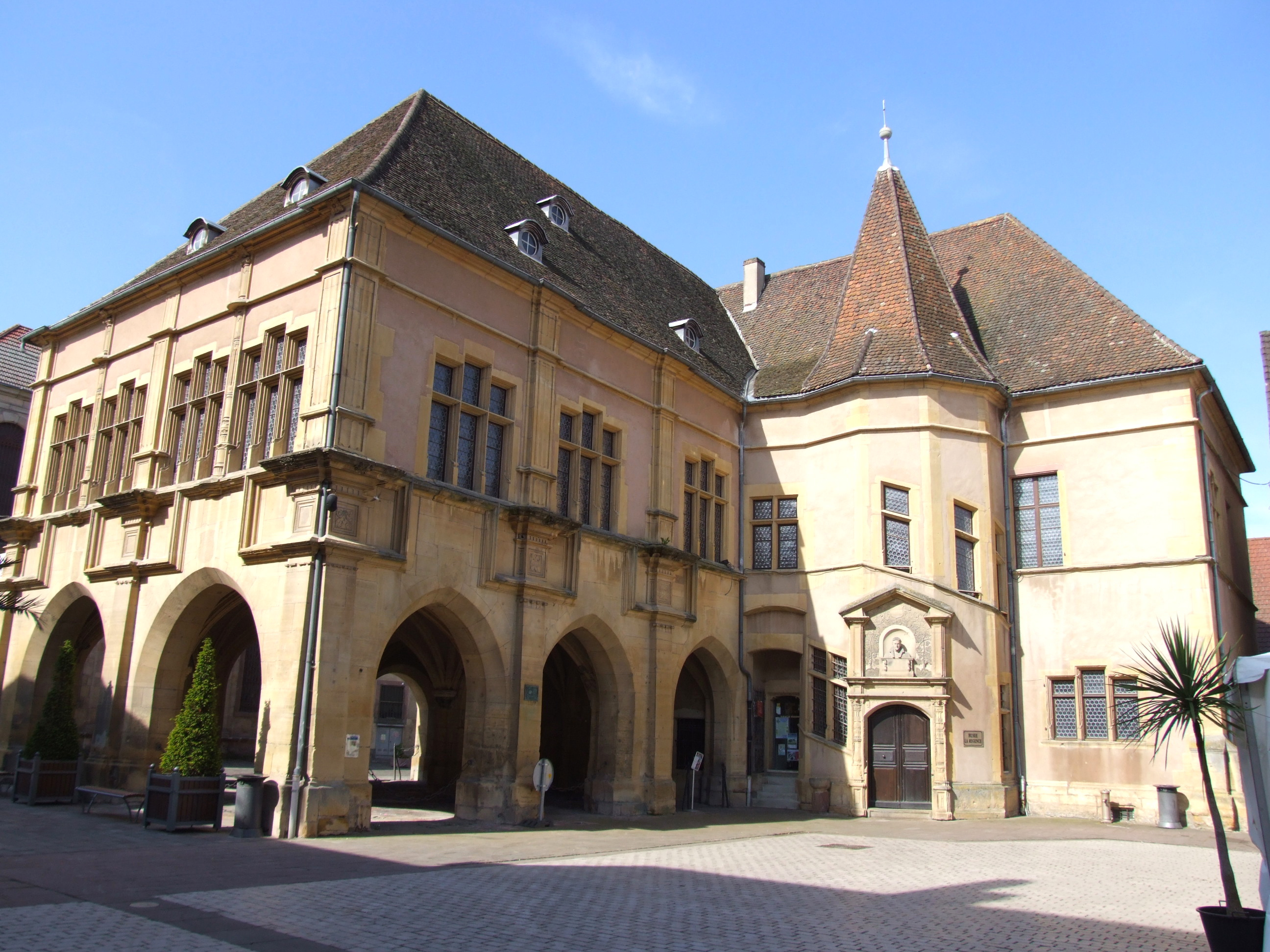
旧摄政宫（法语：Palais de la Régence）
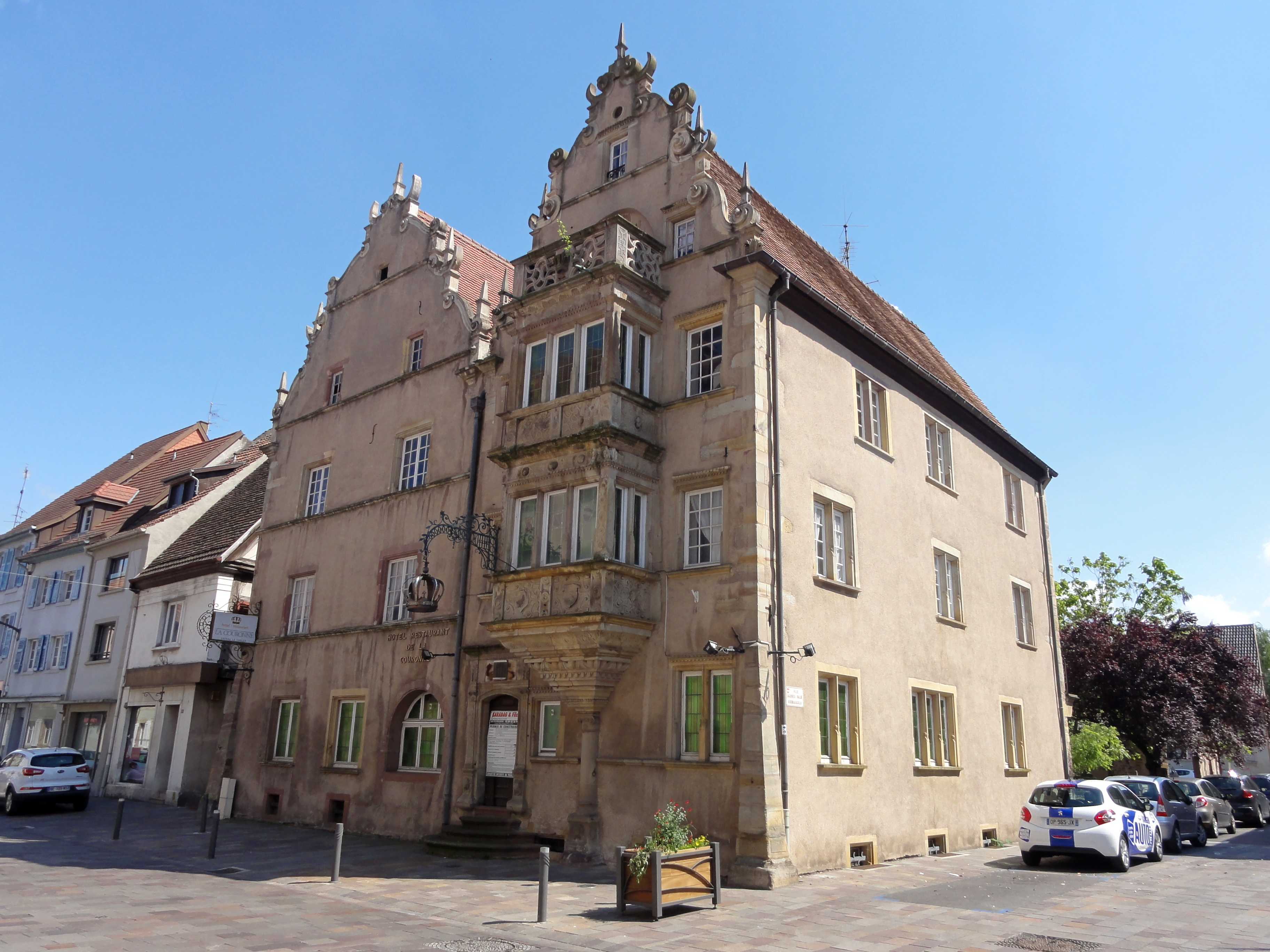
皇冠宫（法语：Hôtel de la Couronne）
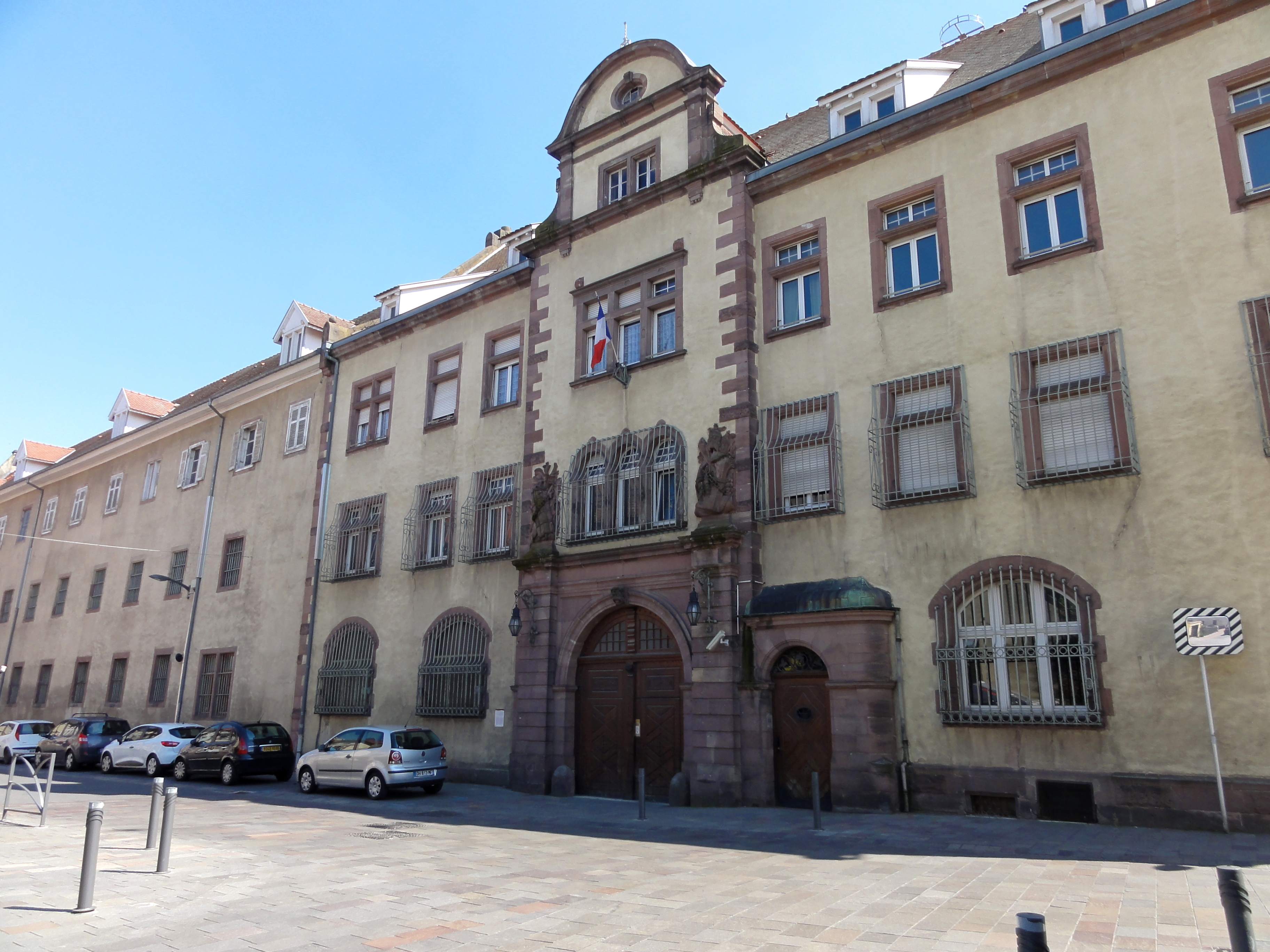
中央楼（法语：Maison centrale d'Ensisheim）
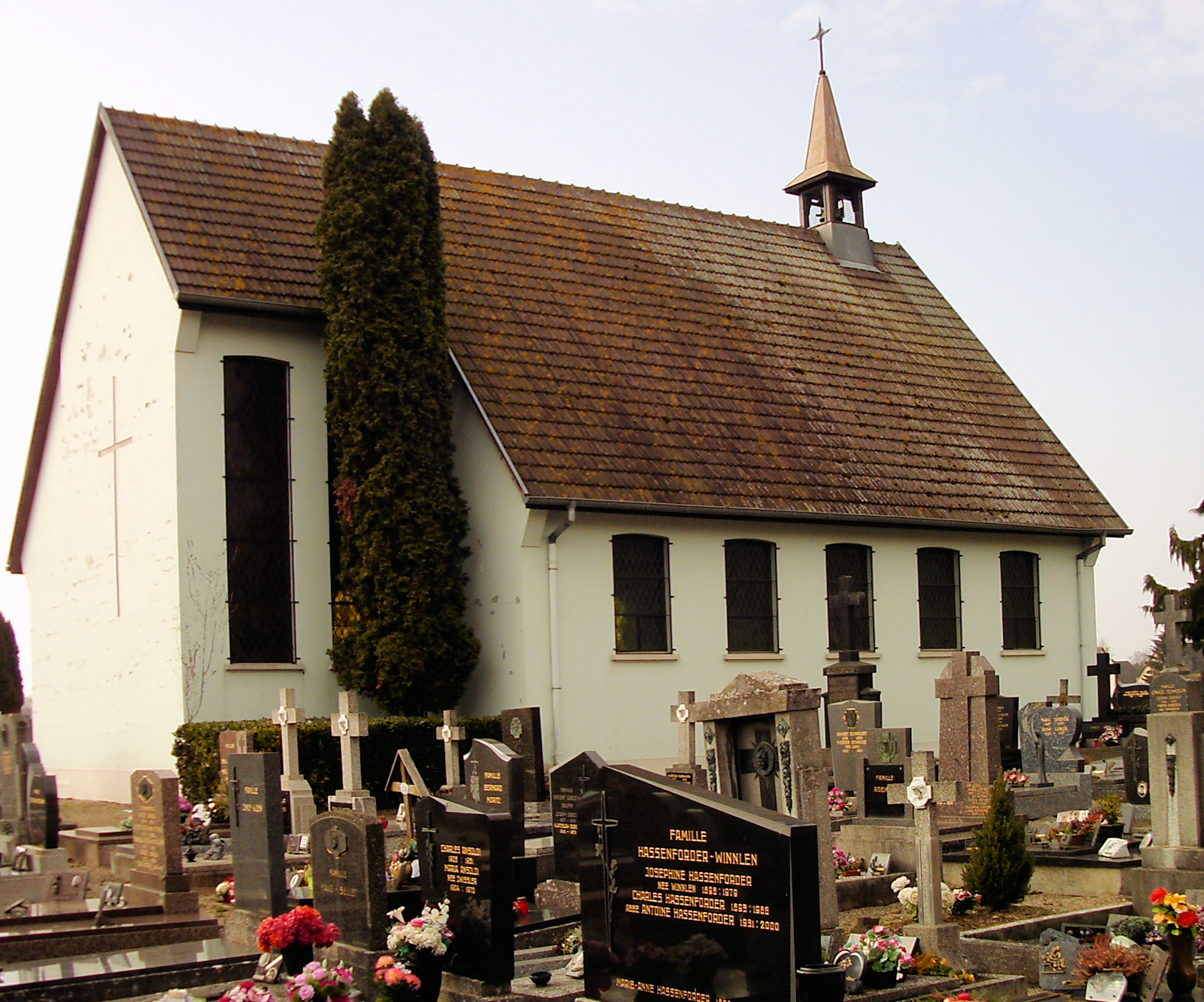
圣马丁小教堂（法语：Cimetière Saint-Martin d'Ensisheim）
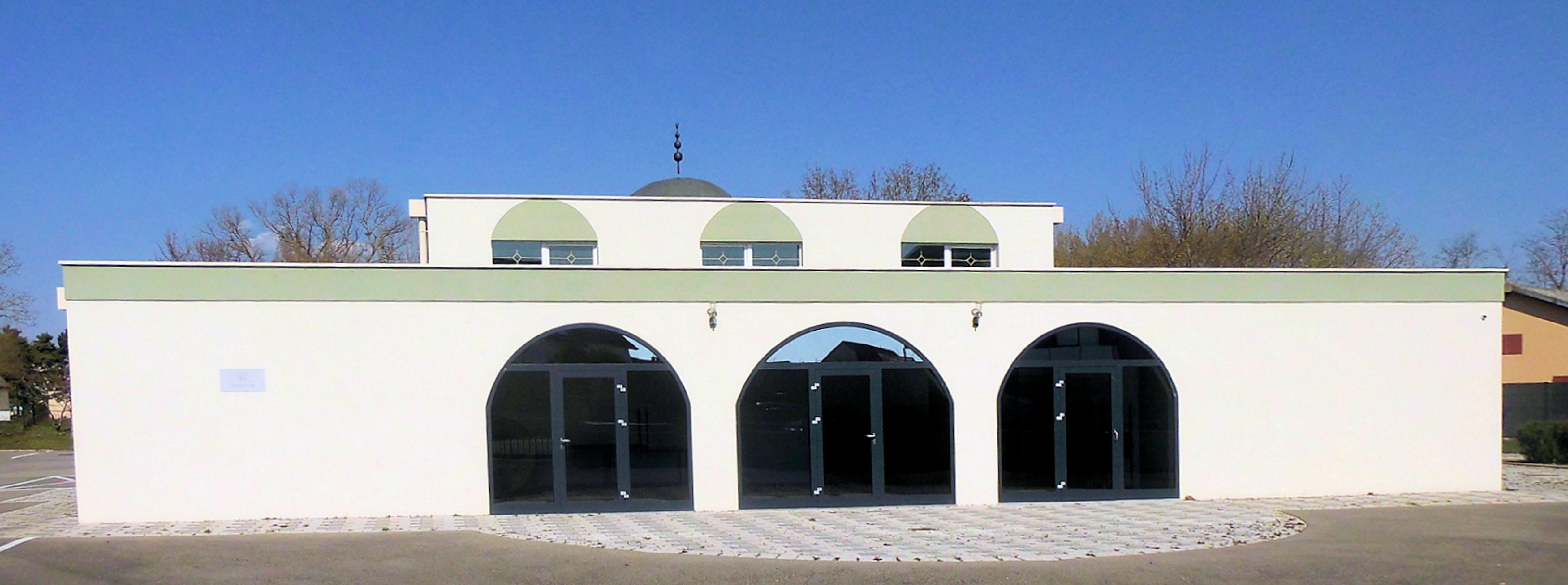
清真寺
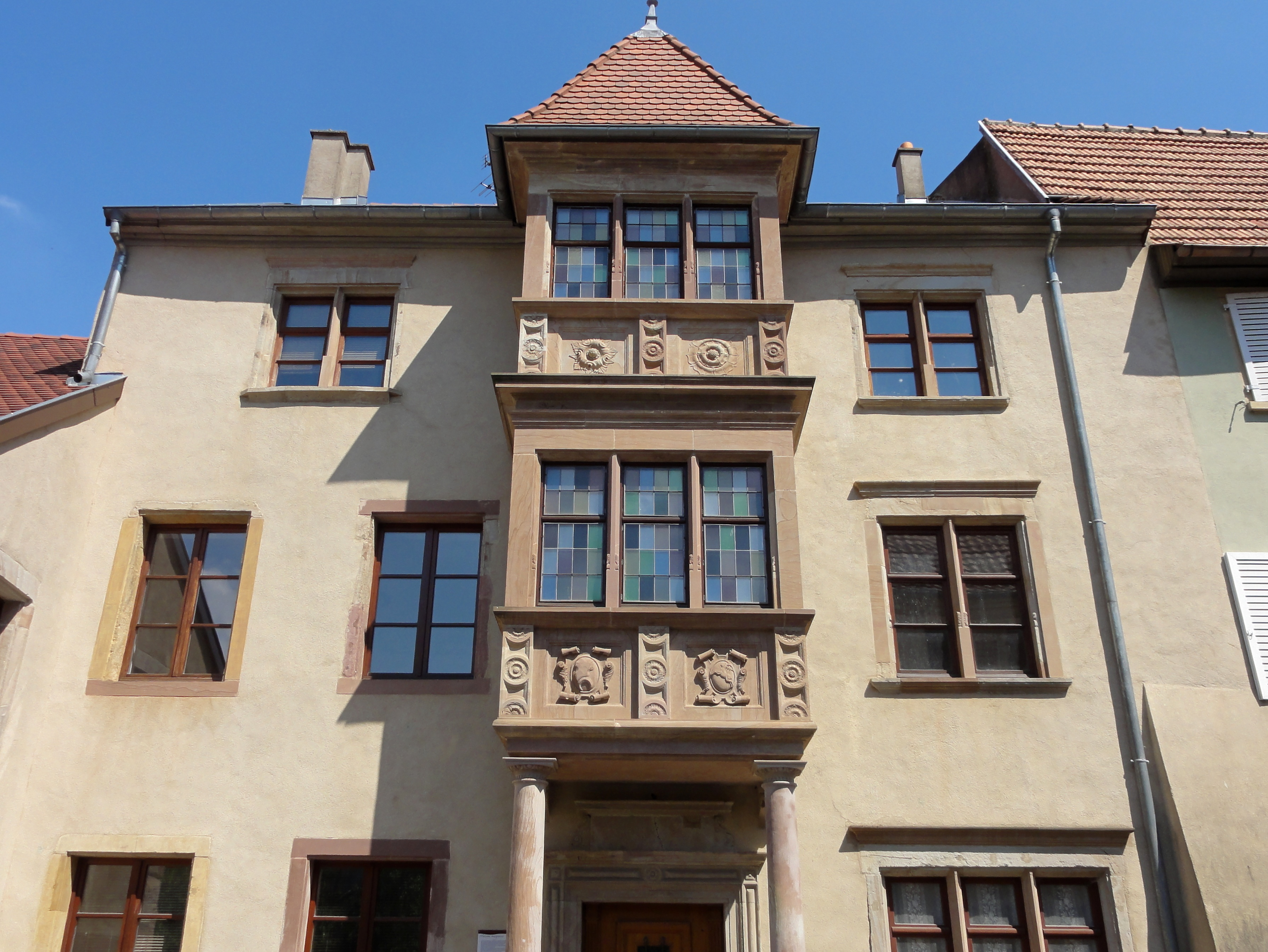
教堂街传统民居
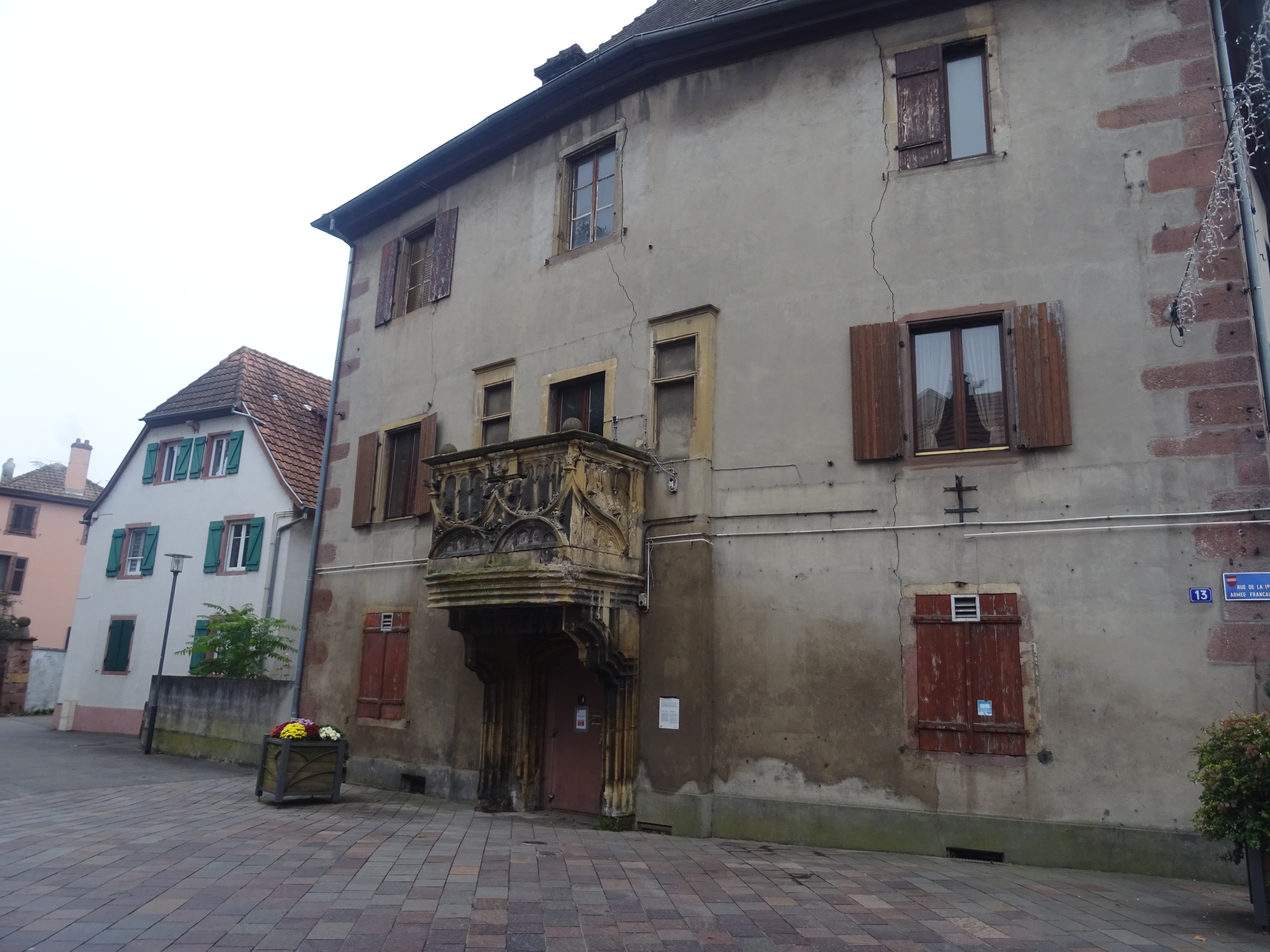
首军街传统民居

### 旅游
恩西赛姆的旅游事务由其所属的中上莱茵市镇公共社区负责。2022年，恩西赛姆境内共有2家酒店共计80间房间；另有1个露营地，可容纳共60辆露营车。

### 媒体
法国主要的媒体均可在恩西赛姆接收，法国电视三台下属的大东部大区频道在部分时段播出恩西赛姆所在上莱茵省的地方新闻。《阿尔萨斯报》、《阿尔萨斯最新消息》、阿尔萨斯电视台、蓝色法兰西阿尔萨斯广播等是当地主要的地方性媒体。

## 相关人物
阿尔萨斯文学家雅科布·巴尔德和法国作曲家莱昂·波尔曼出生于恩西赛姆。

## 友好城市
截至2023年3月，恩西赛姆共与三座城市互为友好城市关系：
- 德国 马克多夫
- 美国 Castroville
- 纳米比亚 奥奇瓦龙戈